# Помбейру-да-Бейра
Помбейру-да-Бейра (порт. Pombeiro da Beira)  —  район (фрегезия) в Португалии,  входит в округ Коимбра. Является составной частью муниципалитета  Арганил. По старому административному делению входил в провинцию Бейра-Литорал. Входит в экономико-статистический  субрегион Пиньял-Интериор-Норте, который входит в Центральный регион. Население составляет 1252 человека на 2001 год. Занимает площадь 32,38 км².
Покровителем района считается Иисус Христос (порт. São Salvador). 